# Guillaume Martinez
 (novembre 2023).
Si vous disposez d'ouvrages ou d'articles de référence ou si vous connaissez des sites web de qualité traitant du thème abordé ici, merci de compléter l'article en donnant les références utiles à sa vérifiabilité et en les liant à la section « Notes et références ».
Pas d'image ? Cliquez ici
Guillaume Martinez est un joueur français de rugby à XIII qui évolue au Saint-Estève XIII Catalan [Quand ?].